# Брага
Брага (порт. Braga) је трећи по величини и значају град у Португалији, смештен у њеном северозападном делу. Град је седиште истоименог округа Брага, као и историјске области Мињо.
Брага је истовремено један од најстаријих градова и један од најсавременијих градова у Португалији, са најбржим растом и привредним развојем.

## Географија
Град Брага се налази у северозападном делу Португалији. Од главног града Лисабона град је удаљен 370 километара северно, а од Портоа је удаљен 55 километара североисточно.
Рељеф: Брага се налази у брежуљкастом подручју северозападног дела Иберијског полуострва, познатог као Мињо. Дато подручје је плодно и густо насељено. Надморска висина града је око 180 m.
Клима: Клима у Браги је блага умерено континентална клима са значајним утицајем Атлантика и Голфске струје (велике количине падавина).
Воде: Брага не лежи ни на једној реци, али северно од града протиче речица Кавадо.

## Историја
Град има дугу историју, а дато подручје је насељено још у праисторији. Тада је на датом месту живело племе Бракари (порекло назива града). 136. године п. н. е. подручје је запосео стари Рим. За време Римљана на датом месту образован град Августа Бракара, која је била тадашње седиште области Галиција. У време позног Рима град је био веома развијен и велик за тадашње појмове. У 4. веку ту је основана прва ранохришћанска архиепископија на подручју данашње Португалије.
У првим вековима средњем века дошло је до пометње у датом подручју Иберијског полуострва, па градом и околином владају прво германско племе Свеви, па Визиготи, па Арапи (Маври). 1040. г. хришћански владари Леона су повратили град и започели радње поновног уздизања града у верско средиште. Брага је у саставу Португалије, од њеног оснивања 1147. године. Следећи векови су протекли мирно, а у то доба најзначајнији догађаји везани су за делатност цркве.
Град није имао пуно користи од португалских поморских открића и колонизације Бразила као градови на југу. У 18. веку Брага доживљава процват, када се граде многе цркве и здања. Међутим, почетком 19. века дошло је до краткотрајне окупације града од страна Наполеонове Француске.
У 20. веку град се развио као једно од главних градских средишта Португалије. 1973. године у граду је основан универзитет.
Главна атракција Браге је светилиште Santuário do Bom Jesus do Monte, на врху брда. То је друго најпосећеније верског упоришта у Португалији, одмах после Фáтиме. Степениште је подељено на спратове, а на сваком од њих постоје различити извори воде, као што су оне које се односе на пет чула и три врлине (вера, нада, добротворне...). Поглед на град, нарочито у касно поподне је незабораван доживљај! Како бисте се поново спустили на место на коме почињу степенице можете користити успињаче, или лагано прошетати.
У граду се налази и Међународна иберијска лабораторија за нанотехнологију, у којој је радио и српски физичар и путописац Милан Обрадовић.

## Становништво
| 2021.   |
| ------- |
| 193.349 |

По последњих проценама из 2011. године општина Брага има око 182 хиљаде становника, од чега око 175 хиљада живи на градском подручју. Међутим, са приградским насељима град је знатно већи - око 830 хиљада становника.

## Партнерски градови
- Пито

## Галерија
- Градска кућа Браге
- Градска саборна црква
- Музеј Ногуера
- Градско позориште